# Ronald Jenkees (album)
Ronald Jenkees is het eerste muziekalbum van de YouTube-artiest Ronald Jenkees. Hij heeft het album zonder label uitgegeven. Jenkees werd via YouTube een wereldwijde bekendheid door zijn gitaarriffs op zijn keyboard. Als gevolg daarvan besloot hij om een album op te nemen. De release was op 31 juli 2007 vanaf zijn website.

## Nummers
1. Derty
2. Neptune
3. Canon in D Remix
4. Clutter
5. Super-Fun
6. The Rocky Song Remixed
7. Snap
8. The Sunfish Song
9. Loui
10. Gold Spinners
11. Remix to a Remix
12. Almost Undamaged
13. 56K
14. Ain't No Thang